# Dick Weber
Dick Weber (* 23. Dezember 1929 in Indianapolis, Indiana; † 14. Februar 2005 in Florissant, Missouri) war ein US-amerikanischer professioneller Bowling-Spieler. Er galt als einer der besten Spieler dieses Sports.
Weber wurde 1955 Mitglied eines der ersten professionellen Bowling-Teams, der Budweisers in St. Louis. Mitglieder dieses Teams waren unter anderem Don Carter, Ray Bluth, Tom Hennessey und Pat Patterson. Weber war 1958 Gründungsmitglied der Professional Bowlers Association. Dreimal (1961, 1963 und 1965) wurde er zum besten Bowlingspieler der USA gewählt. Im Jahr 1975 wurde er in die PBA Hall of Fame aufgenommen. In einer Umfrage des "Bowling Magazine" aus dem Jahr 1999, bei der die 20 besten Bowler des 20. Jahrhunderts gewählt werden sollten, belegte Weber den ersten Platz.
Der Weber Cup, ein jährlich ausgetragenes Bowlingturnier zwischen den USA und Europa, wurde nach Weber benannt.
Pete Weber, sein jüngster Sohn ist ebenfalls ein bekannter Bowlingspieler.